# Yambo Ouologuem
Yambo Ouologuem (Bandiagara, 22 de agosto de 1940-Sévaré, Malí, 14 de octubre de 2017) fue un escritor maliense, nacido en el País Dogón en el Sudán francés (actual Malí).
Publicó Le Devoir de violence en 1968, una novela que fue bien recibida por la crítica, pero que posteriormente fue acusada de plagio. Bajo el seudónimo de Utto Rodolph, publicó en 1969 Les Mille et Une Bibles du sexe.

## Biografía
Yambo Ouologuem fue el único hijo de un terrateniente e inspector escolar de Bandiagara, la principal ciudad del País Dogón en el Sudán francés. Asistió a la escuela secundaria en Bamako, Malí, antes de continuar sus estudios en Francia, en el Lycée Henri IV, al que acudió en 1960. Aprendió muchas lenguas africanas, además del francés, el inglés y el español. Más tarde se licenció en literatura, en filosofía y se diplomó en inglés.
De 1964 a 1966, enseñó en el Liceo de Charenton-le-Pont (Valle del Marne), en los suburbios de París, mientras completaba su doctorado en sociología en la École normale supérieure. 
En 1968, Yambo Ouologuem escribió su primer libro, Le Devoir de violence. Ese mismo año recibió el Premio Renaudot, convirtiéndose en el primer novelista africano en recibir esta distinción. El libro trata de la dinastía africana ficticia de los Saïfs, señores feudales africanos. Describe la participación africana en el colonialismo a través de los jefes locales que venden sus súbditos a los comerciantes árabes y occidentales. Su libro suscitó muchas críticas y polémicas en una época, tras la independencia, en la que estaba de moda mitificar África y su relación con Occidente  siguiendo el ejemplo de Léopold Sédar Senghor y la negritud. También se le acusó de plagio, especialmente de Campo de batalla
, de Graham Greene, y de Le Dernier des Justes, de André Schwartz-Bart; Ouologuem dijo que había utilizado comillas en su manuscrito. 
A continuación, publicó Lettre à la France nègre en 1969, unas cartas panfletarias.
Yambo Ouloguem también publicó en 1969 una enciclopedia pornográfica, publicada bajo el seudónimo de Utto Rodolph, Les Mille et Une Bibles du sexe, reeditada en 2015, que relata las aventuras sexuales de cuatro franceses en Francia y África.
La polémica que pretendía desacreditarle le hizo callar rápidamente, y regresó a Malí a finales de los años 1970. Mientras el mundo anglosajón se interesaba por su obra, hasta 1984 fue director de un centro cultural cerca de Mopti, en el centro de Malí, y publicó manuales escolares. 
Le Devoir de violence fue publicado de nuevo por la editorial Le Serpent à plumes. Según un periodista de Le Temps, cuyo texto se reproduce en el sitio web de la editorial Payot, el autor se habría convertido en un marabú. Christopher Wise, que reeditó el Devoir de violence en inglés, consiguió reunirse y hablar con el autor. El libro ha sido objeto de controversias desde entonces. 
Cada año, durante la temporada literaria de Malí, se concede el Premio Yambo-Ouologuem a una obra escrita en francés por un autor del continente africano.

## Obras
- 1968 : Le Devoir de violence, en éditions du Seuil ; reedición en 2003 en Éditions du Rocher ; en 2018 en Seuil.
- 1969 : Lettre à la France nègre ; reeditado por Éditions du Rocher en 2003.
- 1969 : Les Mille et une bibles du sexe , Éditions du Dauphin. Reeditado por éditions Vents d'ailleurs (prefacio de Jean-Pierre Orban y Sami Tchak) en 2015.
- 1969 con Paul Pehiep, Terres de soleil, livre unique de français, CE 1, Ligel, 1969.
- 2008: Nouvelles du Mali, colección de cuentos de Ousmane Diarra, Sirafily Diango, Moussa Konaté, y Yambo Ouologuem, Éditions Magellan et Cie, ISBN 978-2-35074-100-0.